# Ногайбайбійський сільський округ
Ногайбайбі́йський сільський округ (каз. Ноғайбай би ауылдық округі, рос. Ногайбайбийский сельский округ) — адміністративна одиниця у складі району Магжана Жумабаєва Північноказахстанської області Казахстану. Адміністративний центр — село Надежка.
Населення — 1575 осіб (2021; 2719 у 2009, 3748 у 1999, 4800 у 1989).
Станом на 1989 рік існувала Надеждинська сільська рада (села Беняш, Єремієвка, Дюсеке, Надежка), село Красне перебувало у складі Каракогинської сільської ради, існувала також Карагандінська сільська рада (село Карагандінське) колишнього Возвишенського району. До 13 грудня 2018 року округ називався Надеждинським. 21 червня 2019 року до складу сільського округу було включене село Ногайбай (колишнє село Красне) та територія площею 1,74 км² зі складу Каракогинського сільського округу. Того ж 21 червня 2019 року до складу сільського округу була включена територія площею 298,57 км² ліквідованого Карагандинського сільського округу (села Караганди).

## Склад
До складу округу входять такі населені пункти:
| Населений пункт | Старі назви    | Населення, осіб (1989) | Населення, осіб (1999) | Населення, осіб (2009) | Населення, осіб (2021) |
| --------------- | -------------- | ---------------------- | ---------------------- | ---------------------- | ---------------------- |
| Бінаш, село     | Беняш          | 309                    | 321                    | 286                    | 153                    |
| Дюсеке, село    | -              | 364                    | 351                    | 231                    | 78                     |
| Єремієвка, село | -              | 295                    | 270                    | 218                    | 155                    |
| Караганди, село | Карагандінське | 2343                   | 1593                   | 1077                   | 568                    |
| Надежка, село   | -              | 1366                   | 1067                   | 807                    | 539                    |
| Ногайбай, село  | Красне         | 123                    | 146                    | 100                    | 82                     |